# Wilfredo Pino Estévez
Wilfredo Pino Estévez (Camagüey, 12 ottobre 1950) è un vescovo cattolico cubano, dal 6 dicembre 2016 arcivescovo metropolita di Camagüey.

## Biografia
È nato a Camagüey, capoluogo di provincia e sede arcivescovile, il 12 ottobre 1950. 

### Formazione e ministero sacerdotale
Dopo gli studi presso il Seminario San Basilio Magno di Santiago di Cuba è entrato nel Seminario San Carlo e Sant'Ambrogio di L'Avana.
Il 1º agosto 1975 è stato ordinato presbitero dal vescovo Adolfo Rodríguez Herrera, vescovo di Camagüey.
Con l'ordinazione ha iniziato il suo ministero pastorale a Nuevitas ricoprendo il ruolo di vicario parrocchiale e cinque anni più tardi ha lasciato questo incarico. Dal 1980 al 1984 ha ricoperto gli incarichi di economo della parrocchia di Florida e di direttore nazionale delle Pontificie Opere Missionarie.
Contemporaneamente è stato chiamato a ricoprire anche il ruolo di parroco di Santa Cruz del Sur e de la Mercede. Inoltre è stato responsabile del Comitato diocesano per il coordinamento della visita di papa Giovanni Paolo II a Camagüey. È diventato poi vicario episcopale di Camagüey, della cui arcidiocesi ha diretto anche il bollettino diocesano. 

### Ministero episcopale
Il 13 dicembre 2006 papa Benedetto XVI lo ha nominato vescovo di Guantánamo-Baracoa; è succeduto al dimissionario vescovo Carlos Jesús Patricio Baladrón Valdés. Il 27 gennaio successivo ha ricevuto l'ordinazione episcopale dall'arcivescovo Juan de la Caridad García Rodríguez, co-consacranti l'arcivescovo Pedro Meurice, arcivescovo metropolita di Santiago di Cuba, e il cardinale Jaime Lucas Ortega y Alamino, arcivescovo metropolita di San Cristóbal de la Habana. 
Il 6 dicembre 2016 papa Francesco lo ha nominato arcivescovo metropolita di Camagüey.

## Genealogia episcopale
La genealogia episcopale è:
- Cardinale Scipione Rebiba
- Cardinale Giulio Antonio Santori
- Cardinale Girolamo Bernerio
- Arcivescovo Galeazzo Sanvitale
- Cardinale Ludovico Ludovisi
- Cardinale Luigi Caetani
- Cardinale Ulderico Carpegna
- Cardinale Paluzzo Paluzzi Altieri degli Albertoni
- Papa Benedetto XIII
- Papa Benedetto XIV
- Papa Clemente XIII
- Cardinale Bernardino Giraud
- Cardinale Alessandro Mattei
- Cardinale Pietro Francesco Galleffi
- Cardinale Giacomo Filippo Fransoni
- Cardinale Carlo Sacconi
- Cardinale Edward Henry Howard
- Cardinale Mariano Rampolla del Tindaro
- Cardinale Antonio Vico
- Arcivescovo George Joseph Caruana
- Arcivescovo Evelio Díaz y Cía
- Vescovo Adolfo Rodríguez Herrera
- Arcivescovo Juan de la Caridad García Rodríguez
- Arcivescovo Wilfredo Pino Estévez